# Беарн
Беарн (на френски: Béarn) е някогашна френска провинция, разположена в подножието на Пиренеите. Днес е част от департамента Пирене Атлантик като заема 3/5 от територията му. Наброява 350 000 жители и неговата столица е град По.

## История
Въпреки че поне на теория Беарн е бил включен в границите на Франция още през 843 г. с Вердюнския договор, неговата действителна принадлежност към кралството в продължение на векове е останала спорна. На практика докато Беарн е част от графство Фоа, то остава автономно от Франция. По-късно става част от земите на наварските крале, с което запазва отделния си статут, и едва когато Анри IV сяда на френския престол по настояване на Парламента се съгласява да го присъедини към Франция. Въпреки това дори и след този акт Беарн и Долна Навара остават суверенна провинция. Чак през октомври 1620 г. Луи XIII присъединява Беарн към френската корона с нарочен Едикт, но и след тази дата официалните документи продължават да бъдат съставяни на гасконски и френски език. Френският е наложен като официален език след Френската революция.

## Език
Гасконският е част от окситанския език. Едно проучване от 1982 г. в Беарн показва, че 51 % от населението говори гасконски, 70 % го разбират, а 85 % считат, че той трябва да бъде съхранен и използван и в бъдеще.